# Lobivia tiegeliana
Lobivia tiegeliana ist eine Pflanzenart aus der Gattung Lobivia in der Familie der Kakteengewächse (Cactaceae). Das Artepitheton tiegeliana ehrt den deutschen Kakteenliebhaber und Mammillarienspezialisten Ernst Tiegel (1879–1936).

## Beschreibung
Lobivia tiegeliana wächst in der Regel einzeln. Die zwergigen, niedergedrückt kugelförmigen bis kugelförmigen, glänzend grünen Triebe erreichen einen Durchmesser von bis zu 6 Zentimeter. Es sind 17 bis 20 scharfkantige und spiralförmig angeordnete Rippen vorhanden, die in Höcker gegliedert sind. Die auf ihnen befindlichen Areolen sind weiß und stehen bis zu 1,5 Zentimeter voneinander entfernt. Aus ihnen entspringen rötliche bis hornfarbene, pfriemliche Dornen, die im Alter vergrauen. Die bis zu drei Mitteldornen sind abwärts gerichtet und bis zu 5 Zentimeter lang. Die acht bis zehn Randdornen weisen eine Länge 4 von 6 Zentimeter auf.
Die glänzend violettrosafarbenen Blüten, bei der Varietät flaviflora sind sie gelb, erscheinen in der Nähe des Triebscheitels und öffnen sich am Tag. Sie sind bis zu 2,5 Zentimeter lang und besitzen einen Durchmesser von 4,3 Zentimeter. Die kugelförmigen bis eiförmigen, halbtrockenen Früchte reißen auf.

## Verbreitung, Systematik und Gefährdung
Lobivia tiegeliana ist im bolivianischen Departamento Tarija sowie der argentinischen Provinz Salta in Höhenlagen von 1900 bis 3300 Metern verbreitet.
Die Erstbeschreibung durch Wilhelm Wessner wurde 1974 veröffentlicht. Nomenklatorische Synonyme sind Hymenorebutia tiegeliana (Wessner) F.Ritter (1980) und Echinopsis tiegeliana (Wessner) D.R.Hunt (1991).
In der Roten Liste gefährdeter Arten der IUCN wird die Art als „Least Concern (LC)“, d. h. als nicht gefährdet geführt.

## Nachweise